# パーシー・ジャクソンとオリンポスの神々 (映画)
『パーシー・ジャクソンとオリンポスの神々』（Percy Jackson & the Olympians: The Lightning Thief）は、クリス・コロンバス監督による2010年のアメリカのファンタジー映画。リック・リオーダンによる小説『パーシー・ジャクソンとオリンポスの神々』シリーズの第1部『盗まれた雷撃』を原作としている。

## ストーリー
12歳の中学生パーシー・ジャクソンは、ある日 自分がポセイドンと人間との子供・デミゴッドであると聞かされる。襲い来る謎のクリーチャーから逃れるために、デミゴッドの戦士訓練所に連れて来られたパーシーは、そこで自分が神々からゼウスの稲妻を盗んだ疑惑を持たれ、狙われていることを知る。パーシーは自らの潔白を証明するため、そして冥界の神・ハデスにさらわれた母を救うために仲間たちと旅に出ることになるが、その行く手には自分を見たものを石に変えられるメデューサや、首を切ると首が2本生えて真ん中の首は火を吐くヒドラ、不思議な力を持つロトスの花で人々を捕らえるロトパゴスの巣などの強敵が次々と襲ってくる。パーシーは冥界で母親を取り戻すことに成功するが、その時に、ヘルメスの息子ルークから借りていた盾にゼウスの稲妻が隠されていたことを知る。ゼウスの稲妻を盗み出した犯人はルークだった。ゼウスの稲妻がハデスの手に渡らなかったことを知ったルークはパーシーを追跡し、格闘の末、パーシーが勝利する。パーシーはオリンポスにゼウスの稲妻を届け、容疑は晴れ、神々の戦争は回避される。

## キャスト
| 役名                       | 俳優                      | 日本語吹替   |
| -------------------------- | ------------------------- | ------------ |
| パーシー・ジャクソン       | ローガン・ラーマン        | 宮野真守     |
| グローバー・アンダーウッド | ブランドン・T・ジャクソン | 林勇         |
| アナベス・チェイス         | アレクサンドラ・ダダリオ  | 小笠原亜里沙 |
| ルーク・キャステラン       | ジェイク・アベル          | 野島健児     |
| サリー・ジャクソン         | キャサリン・キーナー      | 藤本喜久子   |
| ゲイブ                     | ジョー・パントリアーノ    | 後藤哲夫     |
| ブルナー先生 / ケイローン  | ピアース・ブロスナン      | 大塚明夫     |
| ドッズ先生 / エリーニュス  | マリア・オルセン          | 高乃麗       |
| メドゥーサ                 | ユマ・サーマン            | 木村佳乃     |
| ヘルメス                   | ディラン・ニール          |              |
| ペルセポネー               | ロザリオ・ドーソン        | 斎藤恵理     |
| ハデス                     | スティーヴ・クーガン      | 大塚芳忠     |
| アテナ                     | メリーナ・カナカレデス    | 佐々木優子   |
| ポセイドン                 | ケヴィン・マクキッド      | 小杉十郎太   |
| ゼウス                     | ショーン・ビーン          | 玄田哲章     |

- その他の日本語吹き替え：梅津秀行／岡哲也／片貝薫／田坂浩樹／瀬戸武士／佐藤芳洋／中西としはる／タルタエリ／平野夏那子／長尾雅世／稲葉友

## 製作
2004年6月、20世紀フォックスが映画化権を獲得。2007年4月、映画化プロジェクトの舵を取るためにクリス・コロンバスが雇われる。2年後の2009年4月よりバンクーバーで撮影が始まる。一部映像は、テネシー州ナッシュビルにあるパルテノン神殿で撮影された。7月25日朝、ブリティッシュコロンビア州バンクーバーで撮影が完了する。11月よりサンフランシスコでデジタル・インターミディエイトが行われた。

### VFX
- デジタル・ドメイン、
- ムービング・ピクチャー・カンパニー
- リズム&ヒューズ・スタジオ

## 続編
2013年には原作第2部『魔海の冒険』を原作とした『パーシー・ジャクソンとオリンポスの神々/魔の海』が公開された。
コロンバス監督は、続編を視野に入れた上でこのキャストが選ばれたのだと語る。